# Nationaal park Paparoa
Het Nationaal park Paparoa (Engels: Paparoa National Park - 1987, 300 km²) is een van de meest toeristische natuurparken van Nieuw-Zeeland. Het ligt aan de westkust van het Zuidereiland.
Het bekendste natuurfenomeen is de Pancake Rocks. Andere bekende toeristische attracties zijn de Fox River Caves, de Truman Track of de Pororari River Track. Er kan worden overnacht in Punakaiki.